# Stazione di Vesterport
La stazione di Vesterport (letteralmente: "porta ovest") è una stazione ferroviaria di Copenaghen, servita esclusivamente dai treni vicinali "S-tog".

## Storia
La stazione venne costruita per i treni S-tog dal 1934 come fermata aggiuntiva sulla linea già esistente da tempo. Per questo motivo è servita esclusivamente dai treni vicinali, mentre quelli nazionali la saltano.

## Strutture e impianti
A nord della stazione inizia il tunnel verso Nørreport. A sud la Centrale è a soli 500 metri di distanza.